# آیدان مک کافری
آیدان مک کافری (انگلیسی: Aidan McCaffery؛ زادهٔ ۳۰ اوت ۱۹۵۷) بازیکن فوتبال اهل بریتانیا است.
از باشگاه‌هایی که در آن بازی کرده‌است می‌توان به باشگاه فوتبال دربی کانتی، باشگاه فوتبال بریستول سیتی، باشگاه فوتبال هارتل پول یونایتد، باشگاه فوتبال تورکی یونایتد، باشگاه فوتبال بریستول راورز، باشگاه فوتبال اکستر سیتی، باشگاه فوتبال کارلایل یونایتد، باشگاه فوتبال ویتلی بای، و باشگاه فوتبال نیوکاسل یونایتد اشاره کرد.